# Manchester (Missouri)
Manchester – miasto w Stanach Zjednoczonych, w stanie Missouri, w hrabstwie St. Louis.